# André le Notre
André Le Nôtre, (tudi André Le Nostre), francoski krajinski arhitekt in glavni vrtnar kralja Ludvika XIV, * 12. marec 1613, Pariz, † 15. september 1700, Pariz.
Predvsem je bil krajinski arhitekt, ki je zasnoval park palače v Versaillesu in njegovo delo predstavlja vrhunec sloga francoskega formalnega vrta ali jardin à la française.
Pred delom v Versaillesu je Le Nôtre sodeloval z  Louisom Le Vaujem in  Charlesom Le Brunom pri parku Vaux-le-Vicomte. Pomemben je bil tudi njegov prispevek k načrtovanju. V Tuilerijski palači je razširil razgled proti zahodu, kar je kasneje postalo avenija Champs-Elysees in obsega Axe historique. 

## Življenjepis

### Zgodnje življenje
André Le Nôtre se je rodil v Parizu, v družini vrtnarjev. Že Pierre Le Nôtre je bil zadolžen za vrtove Tuilerijske palače (Palais des Tuileries) leta 1572, morda že njegov ded.  Andrejev oče Jean Le Nôtre je bil tudi odgovoren za dele omenjenih vrtov, sprva na skupaj z Claude Molletom, kasneje pa kot vodja vrtnarjev, med vladavino Ludvika XIII. André se je rodil 12. marca 1613 in je bil krščen v Église Saint-Roch. Njegov boter na slovesnosti je bil skrbnik kraljevih vrtov, njegova botra pa je bila žena Clauda Molleta.
Družina je živela v hiši v Tuilierijah, zato je André odraščal obdan z vrtnarjenjem in hitro pridobil tako praktično kot teoretično znanje. Mesto mu je prav tako omogočalo, da je študiral v bližini Louvrske palače (Palais du Louvre), katere del je bil uporabljen kot akademija umetnosti. Naučil se je matematike, slikarstva in arhitekture in začel delati v ateljeju Simona Voueta, slikarja Ludvika XIII., kjer je spoznal in se spoprijateljil s slikarjem Charlesom Le Brunom. Naučil se klasične umetnosti in perspektive in študiral več let pri arhitektu Françoisu Mansartu, Le Brunovem prijatelju.

### Poklicna pot
Leta 1635 je bil Le Nôtre imenovan za glavnega vrtnarja kraljevega brata Gastona, vojvode Orléanskega. 26. junija 1637 je bil Le Nôtre imenovan za glavnega vrtnarja v Tuilerijah, kjer je prevzel položaj svojega očeta. Bil je odgovoren za zgornji del vrta, ki je najbližje palači, vključno z oranžerijo, ki jo zgradil Simon Bouchard. Leta 1643 je bil imenovan za »pripravljavca rastlin in teras« za Ano Avstrijsko, kraljico mati in od 1645 do 1646 je sodeloval pri posodobitvi vrtov palače Fontainebleau.
Kasneje je bil odgovoren za vse kraljeve vrtove v Franciji in 1657 imenovan za generalnega Controller-of Royal stavb. Obstaja nekaj neposrednih navedb Le Notrejevih kraljevih računov, sicer pa je Le Notre sam redko zapisal svoje ideje ali pristop k vrtnarjenju. Sam se je izražal zgolj skozi svoje vrtove. Postal je zaupanja vreden svetovalec Ludvika XIV. in zato ga je leta 1675 poplemenitil. On in Le Brun sta celo spremljala dvor pri obleganju Cambraija leta 1677. 
Leta 1640 se je poročil s Françoise Langlois. Imela sta tri otroke, noben ni preživel do odraslosti.

### Vaux-le-Vicomte
André Le Nôtrejev prvi večji vrt je bila zasnova izvedena za  Nicolasa Fouqueta, ministra za finance pri Ludviku XIV.. Fouquet je začel delati na graščini Vaux-le-Vicomte leta 1657, ker je zaposlil arhitekta Louisa Le Vauja, slikarja Charlesa Le Bruna in Le Nôtreja. Vsi trije oblikovalci so delali v sodelovanju z Le Nôtrejem, ki je določil veliko, simetrično razporeditev parterjev, vodnjakov in peščenih poti. Le Vau in Le Notre sta izkoristila spreminjajoče se ravni po prostoru tako, da je kanal neviden iz hiše in gledalca prisili v perspektivo, da bi jama bila videti bližje kot je v resnici. Vrtovi so bili končani leta 1661, ko je Fouquet priredil veliko zabavo za kralja. Toda le tri tedne kasneje, 10. septembra 1661, je bil Fouquet aretiran zaradi poneverbe državnih sredstev, njegovi umetniki in obrtniki pa so bili sprejeti v kraljevo službo.

### Versailles
Od 1661 je Le Nôtre delal za Ludvika XIV. pri izgradnji in izboljšanju vrtov in parkov v Versajski palači. Ludvik je povečal obstoječi lovski dvorec, ki je postal njegovo glavno prebivališče in sedež moči. Le Nôtre je določil tudi razširjen mestni načrt Versaillesa, ki je vključeval največjo avenijo v Evropi, Avenue de Paris.
V naslednjem stoletju je oblikovanje Versaillesa vplivalo na glavni načrt Pierra Charlesa L’Enfanta za Washington, D.C.. 

### Drugi vrtovi

#### Francija
Leta 1661 je Le Nôtre delal tudi na vrtovih v palači Fontainebleau. Leta 1663 je bil zaposlen v Château de Saint-Germain-en-Laye in Château de Saint-Cloud, prebivališčih Filipa Orléanskega, kjer je več let nadzoroval dela. Tudi od 1663 se je Le Nôtre ukvarjal s Château de Chantilly, premoženje Ludvika II. Condéjskega, kjer je delal s svojim bratom Pierrom Desgotsom do 1680-ih.  Od leta 1664 je obnavljal vrtove Tuilerij, po nalogu Colberta, Ludvikovega šefa vlade, ki je še vedno upal, da bo kralj ostal v Parizu. Leta 1667 je Le Nôtre razširil glavno os vrtov proti zahodu, ki je ustvarila avenijo, ki je kasneje postala Elizejske poljane. Colbert je leta 1670 naročil Le Nôtreju spremeniti vrtove lastnega Château de Sceaux, kjer je delal do leta 1683.

#### V tujini
Leta 1662 je pripravil model za Greenwich Park v Londonu, za Karla II.. Leta 1670 Le Nôtre zasnovali projekt gradu Racconigi v Italiji ter med 1674 in 1698 preoblikoval vrtove Venaria Reale v bližini Torina. Leta 1679 je obiskal Italijo. Njegova kasnejša naročila so bila za palačo Charlottenburg v Berlinu in Chateau de Cassel v Nemčiji in načrti za Windsorski grad.

#### Zadnja dela
Med letoma 1679 in 1691 je bil vpleten v načrtovanje vrtov Château de Meudon za François-Michel le Tellier, markiza de Louvois.
Njegovo delo je bilo pogosto pozitivno primerjano in v nasprotju z opusom Lancelota "Capability" Browna, angleškega krajinskega arhitekta. 

## Seznam glavnih Le Nôtrejevih del
- Versajski vrtovi in mestni načrt Versaillesa
- Vrtovi v Vaux-le-Vicomte
- Vrtovi Château de Saint-Germain-en-Laye
- Vrtovi Château de Saint-Cloud (palače ni več, vrtovi še obstajajo)
- Vrtovi Tuilerijske palače
- Vrtovi Château de Sceaux
- Vrtovi palače Fontainebleau
- Vrtovi graščine Chantilly
- Vrtovi Château de Bercy v Charenton-le-Pont
- Vrtovi château de Chambonas
- Vrtovi Château d'Issy
- Avenija Château de Hauteville v Charchigné

## V popularni kulturi
André Le Nôtreja je igral Matthias Schoenaerts v filmu iz leta 2015, A Little Chaos, režiser Alan Rickman.